# Balclutha fuscina
Balclutha fuscina är en insektsart som beskrevs av Blocker 1967. Balclutha fuscina ingår i släktet Balclutha och familjen dvärgstritar. Inga underarter finns listade i Catalogue of Life.